# Дедовичи (станция)
Де́довичи — железнодорожная станция Санкт-Петербург-Витебского отделения Октябрьской железной дороги, расположена в одноименном поселке городского типа, в Псковской области, между о.п. 272 км и станцией Судома. Находится на расстоянии 276 км от Санкт-Петербурга, 31 км от Дна и 145 км от Новосокольников.

## История
Одна из пяти станций, построенных на линии Дно — Новосокольники в 1898—1901 годах. Название происходит от названий близко расположенных деревень Малые и Большие Дедовицы.

## Путевое развитие
Станция располагает четырьмя путями. Первый путь служит в основном для отправки пригородных поездов в Дно и начинается примерно в середине платформы, прилегающей ко второму пути. Также на станции имеется вокзал 1950-х годов постройки.

## Дальнее сообщение
По состоянию на 2025 год на станции имеют остановку поезда следующих направлений:
| № поезда | Маршрут движения               | № поезда | Маршрут движения               |
| -------- | ------------------------------ | -------- | ------------------------------ |
| 49       | Санкт-Петербург — Минск        | 50       | Минск — Санкт-Петербург        |
| 63       | Псков — Москва                 | 64       | Москва — Псков                 |
| 83       | Санкт-Петербург — Гомель       | 84       | Гомель — Санкт-Петербург       |
| 607      | Санкт-Петербург — Великие Луки | 608      | Великие Луки — Санкт-Петербург |

## Пригородное сообщение
По состоянию на 2025 год на станции имеют остановку поезда следующих направлений:
- Дно - Новосокольники - Дно
- Псков - Великие Луки - Псков